# Údolí Hvězd

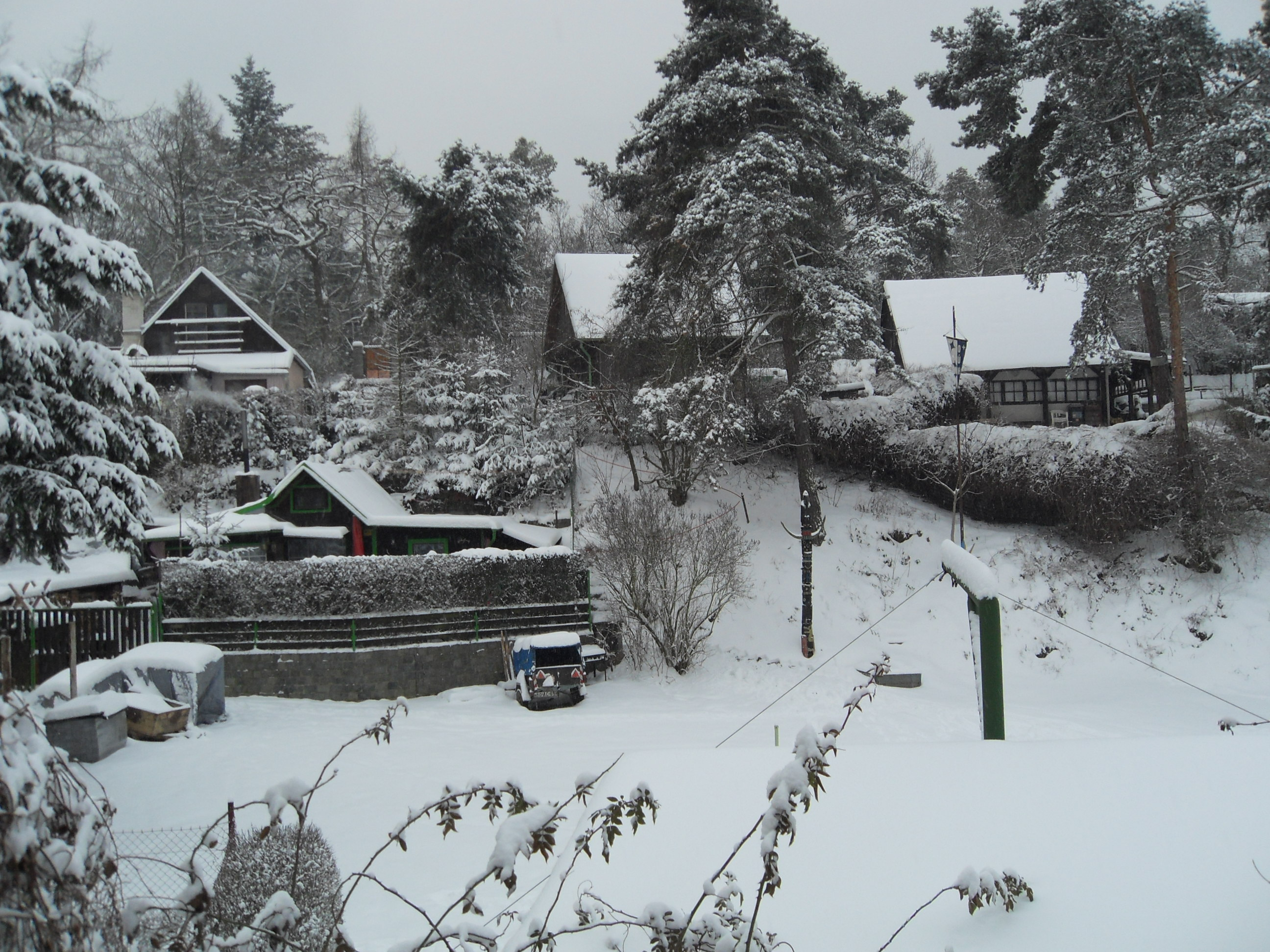
Údolí Hvězd

Údolí Hvězd náleží do katastru městské části Praha-Lipence. Jde o místní pojmenování podle známé trampské osady Údolí Hvězd, která byla založena na území bývalé cihelny. První trampské příbytky zde vznikly již v roce 1928. Bývala zde i hospoda U drsného Trampa. Dnes se na tomto území nachází několik desítek chat. Stále častěji si lidé chaty upravují na stálé bydlení a stěhují se sem za přírodou. V centru této osady se od počátku zachovalo hřiště na kterém se dodnes konají slavné nohejbalové turnaje. Pořádají se zde také dětské dny, kuželkové turnaje nebo táboráky.